# Anna-Julia Kontio
Anna-Julia Kontio (née le 4 février 1991 à Tampere) est une cavalière finlandaise de saut d'obstacles.

## Biographie
Elle est la fille de Jorma Kontio et de Tuula Kontio, également cavalière de saut d'obstacles.
Elle s'installe en Suisse avec Martin Fuchs en 2010, avant de retourner en Finlande.
En février 2017, Kontio a annoncé que sa carrière sportive se poursuivrait chez l'allemand JS Sportpferde.